# Lady Yakuza : L'Héritière
Série Lady Yakuza
Lady Yakuza : Le Jeu des fleurs
(1969) Lady Yakuza : Chronique des joueurs
(1969)
Pour plus de détails, voir Fiche technique et Distribution.
Lady Yakuza : L'Héritière (緋牡丹博徒 二代目襲名, Hibotan bakuto: Nidaime shūmei) est un film japonais de Shigehiro Ozawa sorti en 1969. C'est le 4e des huit films qui composent la série Lady Yakuza (緋牡丹博徒, Hibotan bakuto).

## Synopsis
Accompagnée de Fujimatsu, Oryū se rend au chevet de son oncle Yōjirō Kawabe sur l'île de Kyūshū. En chemin, elle fait la rencontre de Jukkichi Ishikawa, un fanfaron qui, sans reconnaître son interlocutrice, prétend que la « célèbre Oryū » est amoureuse de lui puis de Hanji, un yakuza dont elle sauve la mise des griffes des hommes du clan Arakida. Hanji a gagné la somme de 200 yens en trichant au jeu afin de pouvoir racheter la dette de Yukie, la femme qu'il aime.
Yōjirō Kawabe, l'oncle d'Oryū, est chargé de la construction de la ligne de chemin de fer Chikuhō qui doit relier Wakamatsu à Iizuka afin de faciliter le transport du charbon mais au détriment des bateliers du fleuve Onga qui effectuaient ce travail jusqu'à présent. Kawabe a été gravement blessé à la tête lors d'une des nombreuses actions violentes que mènent les bateliers afin d'empêcher la construction de la ligne.
Menacé par le directeur du chemin de fer d'être remplacé par le clan Arakida pour achever les travaux dans les délais, Kawabe accepte qu'Oryū se charge du chantier à sa place avant de mourir de ses blessures.

## Fiche technique
- Titre français : Lady Yakuza : L'Héritière[1]
- Titre original : (緋牡丹博徒 二代目襲名 (Hibotan bakuto: Nidaime shūmei?)
- Réalisation : Shigehiro Ozawa
- Scénario : Norifumi Suzuki, d'après un roman d'Ashihei Hino
- Photographie : Sadaji Yoshida
- Musique : Chūji Kinoshita (ja)
- Décors : Norimichi Igawa
- Montage : Tadao Kanda
- Producteur : Gorō Kusakabe et Kōji Shundō
- Sociétés de production : Tōei
- Pays de production :  Japon
- Langue originale : japonais
- Format : couleur — 2,35:1 — son mono
- Genre : drame ; yakuza eiga
- Durée : 95 minutes (métrage : huit bobines - 2 593 m[2])
- Date de sortie :
  - Japon : 10 avril 1969[2]

## Distribution
- Junko Fuji : Ryuko Yano / Oryū
- Kanjūrō Arashi : Yōjirō Kawabe, l'oncle d'Oryū
- Kyōsuke Machida (ja) : Fujimatsu, l'Immortel
- Hiroyuki Nagato : Jukkichi Ishikawa
- Ken Takakura : Kōji Yashiro
- Misa Toki : Yukie Yashiro, la sœur de Kōji
- Shun'ya Wazaki (ja) : Hanji
- Bin Amatsu (ja) : Inosuke Arakida
- Kenjirō Ishiyama (ja) : Kanzo Akafudo, le chef des bateliers
- Tatsuo Endō (ja) : Kanekichi Zenimaru
- Nijiko Kiyokawa (ja) : Otaka
- Shōji Nakayama (ja) : M. Takai, le directeur du chemin de fer
- Machiko Yashiro (ja) : Marichiyo, une geisha
- Hōsei Komatsu (ja) : Yoshioka, un membre du clan Arakida
- Yoshinobu Hirose (ja)
- Keiji Takamiya (ja)

## Les films de la sérieLady Yakuza
La série comprend huit films qui appartiennent au genre ninkyo eiga (ou  « films de chevalerie ») une branche du film de yakuza qui relate l'affrontement mortel entre ceux qui s'efforcent de suivre le code moral des yakuzas et ceux qui le dévoient en transformant leur clan en organisations criminelles sans foi ni loi.
Les films de la série :
- 1968 : Lady Yakuza : La Pivoine rouge (緋牡丹博徒, Hibotan bakuto?) de Kōsaku Yamashita
- 1968 : Lady Yakuza : La Règle du jeu (緋牡丹博徒 一宿一飯, Hibotan bakuto: Isshuku ippan?) de Norifumi Suzuki
- 1969 : Lady Yakuza : Le Jeu des fleurs (緋牡丹博徒 花札勝負, Hibotan bakuto: Hanafuda shōbu?) de Tai Katō
- 1969 : Lady Yakuza : L'Héritière (緋牡丹博徒 二代目襲名, Hibotan bakuto: Nidaime shūmei?) de Shigehiro Ozawa
- 1969 : Lady Yakuza : Chronique des joueurs (緋牡丹博徒 鉄火場列伝, Hibotan bakuto: Tekkaba retsuden?) de Kōsaku Yamashita
- 1970 : Lady Yakuza : Le Retour d'Oryū (緋牡丹博徒 お竜参上, Hibotan bakuto: Oryū sanjō?) de Tai Katō
- 1971 : Lady Yakuza : Prépare-toi à mourir ! (緋牡丹博徒 お命戴きます, Hibotan bakuto: Oinochi itadaki masu?) de Tai Katō
- 1972 : Lady Yakuza : Le Code yakuza (緋牡丹博徒 仁義通します, Hibotan bakuto: Jingi tōshi masu?) de Buichi Saitō